# Montipora aequituberculata
Montipora aequituberculata är en korallart som beskrevs av Bernard 1897. Montipora aequituberculata ingår i släktet Montipora och familjen Acroporidae. IUCN kategoriserar arten globalt som livskraftig. Inga underarter finns listade i Catalogue of Life.

## Bildgalleri

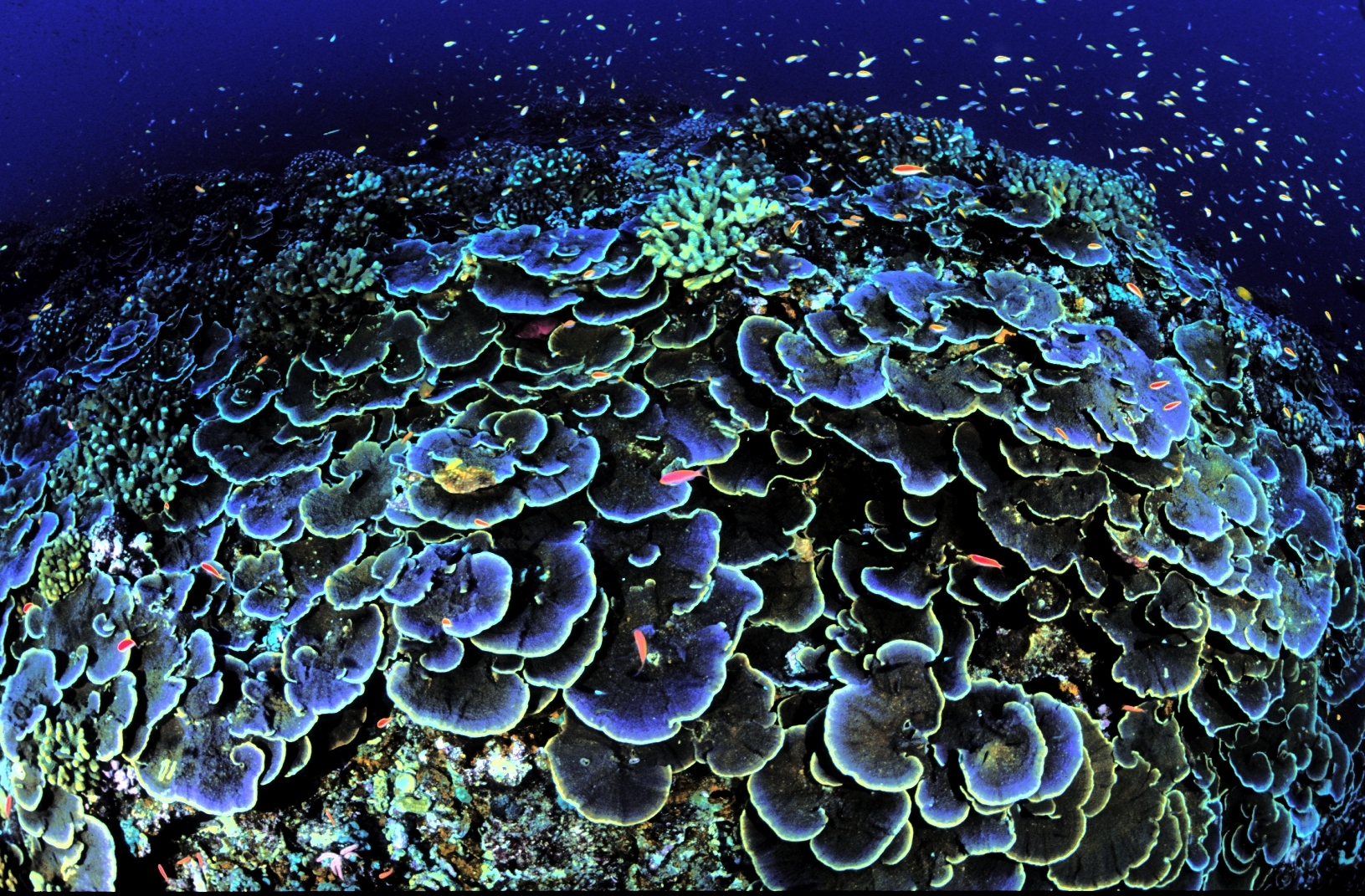